# Kim Eui-kon
Dans ce nom, le nom de famille, Kim, précède le nom personnel coréen.
Kim Eui-kon, né le 24 janvier 1958 et mort le 15 février 2014, est un lutteur sud-coréen spécialiste de la lutte libre.

## Biographie
Kim Eui-kon participe aux Jeux olympiques d'été de 1984 à Los Angeles dans la catégorie des poids coqs et remporte la médaille de bronze.